# Cléopâtre fille de Borée
Pour les articles homonymes, voir Cléopâtre.
Dans la mythologie grecque, Cléopâtre, fille de Borée et d'Orithye, est la première épouse de Phinée dont elle a eu deux fils, Plexippos et Pandion.
Par la suite, Phinée épouse Idéa, fille de Dardanos. Celle-ci dresse son mari contre Cléopâtre en laissant entendre que ses beaux-fils ont tenté d'abuser d'elle sur l'ordre de leur mère. Phinée fait alors emprisonner Cléopâtre et chasse ses fils après les avoir aveuglés. Mais les Argonautes les rencontrent en débarquant sur la côte Thrace et répriment l'injustice : ils tuent le roi Phinée, délivrent Cléopâtre et placent ses enfants sur le trône.

## Sources
- Pseudo-Apollodore, Bibliothèque [détail des éditions] [lire en ligne] (III, 15, 2-3).
- Diodore de Sicile, Bibliothèque historique [détail des éditions] [lire en ligne] (IV, 11).
- Nonnos de Panopolis, Dionysiaques [détail des éditions] [lire en ligne] (II, 685).
- Valerius Flaccus, Argonautiques [détail des éditions] [lire en ligne] (IV, 464).